# Dovhe, Horodnea
Dovhe (în ucraineană Довге) este un sat în comuna Ivașkivka din raionul Horodnea, regiunea Cernihiv, Ucraina.

## Demografie
Componența lingvistică a localității Dovhe
     Ucraineană (94,74%)
     Rusă (5,26%)
Conform recensământului din 2001, majoritatea populației localității Dovhe era vorbitoare de ucraineană (94,74%), existând în minoritate și vorbitori de rusă (5,26%).